# Obišovce
Obišovce (in ungherese Abos) è un comune della Slovacchia facente parte del distretto di Košice-okolie, nella regione di Košice.